# 香港效益主義黨
香港效益主義黨（英語：Hongkonger Utilitarian Party），香港獨派政黨，2019年6月29日成立，主張效益主義，並認為自由、民主與獨立符合效益。該黨的現任主席為劉康。

## 歷史
香港效益主義黨於2019年6月29日，由劉康成立。香港效益主義黨主張效益主義為道德基礎，而效益就是受牽涉者的幸福：「任何道德句子，都可以邏輯等值轉換成經驗句子。任何事如果傾向於令受牽涉者幸福，就是對。任何事如果傾向於令受牽涉者痛苦，就是錯。」香港效益主義黨認為，自由、民主和獨立都是符合效益。香港效益主義黨認為，政府的政策違反效益，令香港人陷於痛苦。

## 事件

### 向英美請求取締工聯會
工聯會會長吳秋北在效益主義黨成立不足24小時，就建議香港政府取諦效益主義黨。2019年7月9日，效益主義黨主席劉康認為，工聯會危害香港人自由，所以去到英國駐港領事館和美國駐港領事館，請求英、美取締工聯會，將工聯會列為「恐怖組織」，禁止工聯會成員入境英、美，以及充公工聯會成員在英、美的財產。劉康亦請求美國建立香港人權與民主法案。

### 到英國駐香港領事館促英國列何君堯為恐怖分子
香港效益主義黨主席劉康在2019年7月29日到英國駐港總領事館遞交請願信，要求英國將何君堯列為恐怖分子，褫奪其英格蘭及威爾斯律師資格，禁止其入境英國及充公其在英國的財產。劉康指，何君堯早在7月21日前，就在網上表示要將市民打至「片甲不留」，並且到了7月21日更「親自到場支持同鼓勵恐怖分子，情況猶如監軍，親自督戰」。劉康認為，何君堯行為嚴重危害香港人的人身安全，而人身安全是關乎人類幸福的重要元素，何君堯行為已經違反效益，因此須予以譴責。